# Бабухов
Бабухов (укр. Бабухів) — село в Рогатинской городской общине Ивано-Франковского района Ивано-Франковской области Украины.
Население по переписи 2001 года составляло 1145 человек. По данным инвестиционного паспорта в селе зарегистрировано 1000 человек. Занимает площадь 11,517 км². Почтовый индекс — 77037. Телефонный код — 03435.